# La Coudre
La Coudre foi uma comuna francesa na região administrativa da Nova Aquitânia, no departamento de Deux-Sèvres. Estendia-se por uma área de 8,4 km². Em 2010 a comuna tinha 248 habitantes (densidade: 29,5 hab./km²).
Em 1 de janeiro de 2016, passou a formar parte da comuna de Argentonnay.